# The Iron Man

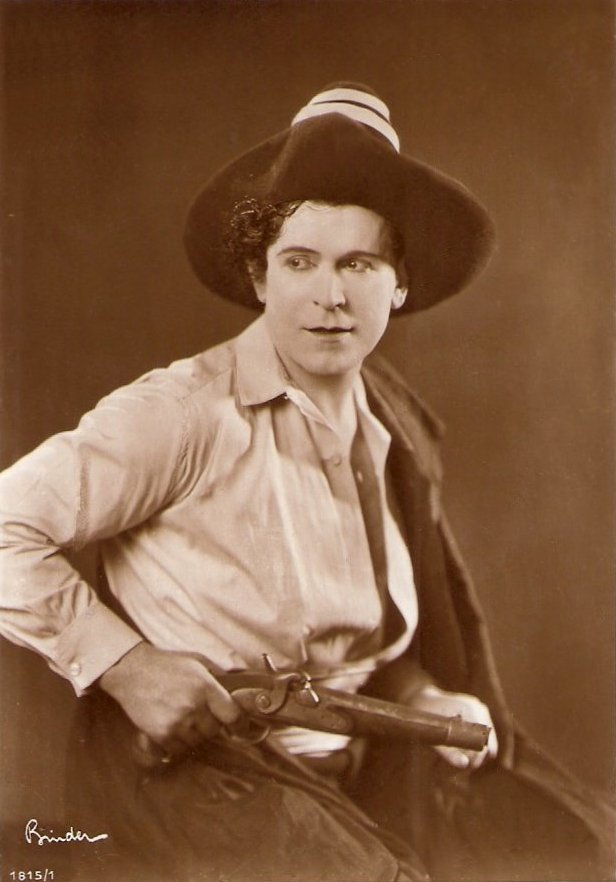
O ator italiano Luciano Albertini, que interpreta Paul Breen, fez um único filme estadunidense.

The Iron Man, também conhecido como The Cinema Queen, é um seriado estadunidense de 1924, no gênero drama, dirigido por Jay Marchant, em 15 capítulos, estrelado por Luciano Albertini, Jack Dougherty e Margaret Morris. O seriado foi produzido e distribuído pela Universal Pictures, e veiculou nos cinemas estadunidenses entre 16 de junho e 22 de setembro de 1924. Foi o único filme estadunidense do ator, diretor, produtor e trapezista italiano Luciano Albertini (1882-1945).
Este seriado é considerado perdido.

## Elenco
- Luciano Albertini - Paul Breen
- Margaret Morris - Arlene Graham
- Joe Bonomo - Gaston La Rue
- Jack Dougherty - Dick Clifford (creditado Jack Daugherty)
- Lola Todd - Mimi
- Jean De Briac - Jules Despaed
- William Welsh
- Rose Dione
- Harry Mann
- William T. Horne (creditado W.T. Horne)
- Jack Pratt

## Capítulos
1. Into the Sewers of Paris
2. The Impostor
3. The Dynamite Truck
4. Wings Aflame
5. The False Trail
6. The Stolen Passport
7. False Faces
8. Shadowed
9. The Missing Heirloom
10. Sinister Shadows
11. The Betrayal
12. Flames of Fate
13. The Crisis
14. Hidden Dangers
15. The Confession

Fonte: 